# Äkta Billgrens
Äkta Billgrens är en svensk TV-dokumentärserie som hade premiär på SVT och SVT-play 9 januari 2020. Seriens första säsong är uppdelad i sex avsnitt som vardera är 45 minuter långa. I serien följs det numer skilda konstnärsparet Ernst Billgren och Helene Billgren och deras gemensamma dotter Elsa Billgren under ett års tid.

## Medverkande
- Ernst Billgren
- Helene Billgren
- Elsa Billgren
- Pontus de Wolfe